# Buckinghamshire (grofovija)
Buckinghamshire (/ ˈbʌkɪŋəmʃər, -ʃɪər /) (kratica Bucks) tradicionalna je nemetropolitanska, ceremonijalna i matična grofovija koja je uređena kao unitarna uprava i nalazi se u sjevernom dijelu Jugoistočne Engleske.
 
Grofovija graniči s Velikim Londonom na jugoistoku, Berkshirom na jugu, Oxfordshirom na zapadu, Northamptonshirom na sjeveru, Bedfordshirom na sjeveroistoku i Hertfordshirom na istoku.

Gradovi kao što su High Wycombe, Amersham i Chesham na istoku i jugoistoku grofovije dijelovi su londonskog prigradskog pojasa, čineći ih nekim od najgušće naseljenih dijelova grofovije.

Administrativni centar je Aylesbury, i udaljen oko 60 kilometara sjeverozapadno od Londona.

## Etimologija toponima
Ime Buckinghamshire podrijetlom je anglosaksonsko i znači Buccov dom (Bucca's home).
 Buccov dom odnosi se na Buckingham (grad na sjeveru grofovije) + scire (okrug), a ime je dobio po anglosaksonskom zemljoposjedniku. Grofovija nosi taj naziv otprilike od 12. stoljeća; međutim, ona postoji još od vremena poddiobe kraljevstva Mercie (585. – 919.) godine.

## Grb Buckinghamshira
Na grbu Buckinghamshira prikazan je bijeli labud s vojvodskim koronetom oko vrata koji je privezan teškim zlatnim lancem. Ovaj je labud bio oznaka drevne obitelji De Bohn i Giffards koji su bili grofovi od Buckinghama, a zatim obitelji Staford koji su bili prve vojvode od Buckinghama. Ove dvije posljednje obitelji posjedovale su važan dvorac u Buckinghamu.

Iznad labuda nalazi se zlatna vrpca s križem Whiteleafa (Whiteleaf Cross) u sredini, dok je na grebenu prikazano drvo bukve.
 Bukove šume Chiltern Hillsa možda su najpoznatija značajka grofovije jer po njima je grofovija i poznata. Kruna koja okružuje deblo stabla izrazito je saska kruna i aludira na činjenicu da su Sasi bili prvi doseljenici u većem dijelu grofovije.
Jelen (the buck) s lijeve strane štita nagovještava aluziju na ime grofovije, ali životinja nema veze s imenom Buckingham jer je isto izvedeno od imena saksonske obitelji. Na desnoj strani je slobodni divlji labud, kakav se može vidjeti na Temzi; oslobođen je stega zlatnog vijenca i lanca.

## Povijest

### Prapovijest
Neka naselja u Buckinghamshireu potječu iz perioda prije dolska anglosaksonaca. Na primjer, Aylesbury postoji od najmanje 1500. pr. n. e. Neka mjesta još uvijek nose svoja imena iz britskog jezika (Penn, Wendover) ili imaju ime izvedeno iz mješavine britskog i anglosaksonskog jezika (Brill, Chetwode, Great Brickhill). 

### Rimski period
Rimski utjecaj u Buckinghamshiru najočitiji je na rimskim cestama koje su prolazile preko grofovije. Krečući od istoka prema zapadu kroz Buckinghamshire, Watling Street i Akeman Street bili su važni trgovački putovi koji su povezivali London s ostalim dijelovima rimskog carstva u Britaniji.
 Icknield Way drevna je staza koja vodi od istočne engleske grofovije Norfolk do zapadne grofovije Wiltshire, a koristili su je Rimljani kao liniju obrane i slijedi litice krede koje uključuju brežuljke Berkshira (Berkshire Downs) i brda Chilterna (Chiltern Hills).

### Anglosaski period
Doseljenici germanskih plemena Angla i Sasa vjerojatno su imali najveći utjecaj na Buckinghamshire. Oni nisu samo dali ime grofoviji i mnogim gradovima u njoj, nego je i moderna geografija grofovije slična onoj iz anglosaskog perioda. Jedna od velikih bitaka spomenuta u anglosaskoj kronici vodila se između Cerdica od Wessexa i Brita u Chearsleyu. U kasnoj fazi anglosaskog razdoblja u Brillu je izgrađena kraljevska palača. Veliki prosperitet grofovije spomenut je i u Knjizi Sudnjeg dana; knjizi imovinskog popisa iz 1086. godine.

### Normanski period
Vilim I. Osvajač koji je bio prvi kralj Engleske iz normanske dinastije i koja je vlada Engleskom od (1066. – 1154.), pripojio je većinu vlastelinstava sebi i svojoj obitelji. Vilimov polubrat, biskup Odo iz Bayeuxa, kojemu je Vilim I. dao titulu grofa, postao je najveći zemljoposjednik, tako da je u razdoblju 1067. – 1076. stekao posjede po cijeloj Engleskoj, uključujući velike dijelove zemlje koja se nalazila u grofoviji Buckinghamshire, a u tome su periodu mnoga stara lovišta postala kraljevo vlasništvo.
 
Radi spora vodećih feudalaca od kojih se izdvajaju grof Odo, polubrat kralja Vilima Osvajača na jednoj i Lanfranca (1005./1010.) - 24. svibnja 1089.), nadbiskupa od Canterburyja, 1076. godine došlo do suđenja u Penendenu Heathu nakon kojega su stvarnim zemljoposjednicima potvrđena prednormanska prava i privilegije.

Jedna od starih tradicija Buckinghamshira je uzgajanje labudova za kraljeve, o čemu svjedoči i grb grofovije.

### Period Henrika VIII.
Dinastija Anjou-Plantagenet koja je vladala Engleskom od 1154. do 1485. također je izdašno koristila bogatstvo zemlje.
 
Dolaskom dinastije Tudor koja je Engleskom vladala od 1485. do 1603. daljnji događaji su išli u korist krune a posebno u vrijeme raspuštanja samostana (Dissolution of the Monasteries), što je bio je skup administrativnih i pravnih procesa uvedenih između 1536. i 1541. godine kojima je Henrik VIII. rasformirao sve samostane i opatije u Engleskoj, Walesu i Irskoj, uzrokom čega je bila eksproprijacija crkvenih prihoda te raspolaganje njihovom imovinom, pa je gotovo trećina grofovije postala osobno vlasništvo kralja Henrika VIII. Također je Henrik VIII. dodijelio status glavnog grada Buckinghamshira Aylesburyju umjesto dotadašnjeg Buckinghama jer je navodno Ana Boleyn posjedovala imanje u istom gradu. Kaže se da je kralj Henrik VIII. učinio Aylesbury glavnim gradom grofovije radije nego Buckingham, jer je tamo bio redoviti posjetitelj udvarajući se Ani.

## Moderno doba

### Engleski građanski rat
U engleskom građanskom ratu (1642. – 1649.) Buckinghamshire je uglavnom bio u rukama Parlamentarista. Njihov heroj John Hampden, (oko lipnja 1595. – 24. lipnja 1643.) koji je bio engleski zemljoposjednik i političar čije se protivljenje proizvoljnim porezima koje je nametnuo Karlo I. učinilo nacionalnim herojem, bio je iz Buckinghamshirea i pomogao je obraniti Aylesbury u bitci koja se odigrala 1. studenoga 1642. godine, kada su se rojalističke snage pod zapovjedništvom princa Ruperta (17. prosinca 1619. – 29. studenoga 1682.) borile protiv parlamentarističkog garnizona Aylesburyja na Holmanovom mostu nekoliko kilometara sjeverno od Aylesburyja.
 
Neka mjesta na zapadu grofovije (npr. Brill i Boarstall) bila su u stalnom sukobu zbog jednake udaljenosti od parlamentarističkog Aylesburyja i rojalističkog Oxforda. Mnoga od tih mjesta u sukobu su učinkovito izbrisana s karte, ali su kasnije obnovljena. Na sjeveru grofovije Stony Stratford bio je rojalistički, a Newport Pagnell parlamentaristički: linija "razdvajanja" između strana odjekivala je kroz Danegeld 700 godina ranije.

### Industrijska revolucija
Industrijska revolucija i izgradnja željezničke pruge potpuno su promijenili krajolik u pojedinim dijelovima grofovije. Wolverton koji je na sjeveru grofovije a danas je dio grada Milton Keynesa, postao je nacionalno središte za izgradnju vagona, dok se proizvodnja namještaja i proizvodnja papira smjestila na jugu. U središtu grofovije razvilo se čipkarstvo koje je brzo raslo jer je nudilo posao ženama i djeci siromašnih obitelji. Buckingham još uvijek ima dobre željezničke veze s Londonom, Birminghamom i Manchesterom, a izrada namještaja i dalje je jedna od glavnih grana privrede na jugu grofovije.

### Viktorijanski period
U ranom viktorijanskom dobu, u periodu od 1832. do 1866. godine, došlo je do izbijanja četiri epidemije kolere, čije žarište je bilo u prenapućenom Londonu koji je uslijed nekontroliranog useljavanja, čak i za to vrijeme, imao krajnje necivilizirane higijenske i sanitarne uvjete. Pored toga poljoprivreda je patila od ozbiljnih propadanja usjeva što je uzrokovalo masovnu glad. To je natjeralo mnoge stanovnike da napuste Buckinghamshire i nastane se u okolnim gradovima, pa su pojedini zemljoposjednici iskoristili priliku da dođu do jeftinijeg zemljišta koje je ostalo u ponudi.
 
U to vrijeme u Buckinghamshire dolazi obitelj Rothschild, jedna od najutjecajnijih obitelji u zemlji, gdje je stekla ogrmne posjede a među najznačajnijim se mogu izdvojiti:
- Ascott House[40] – u blizini sela Ascott,
- Aston Clinton House[41] – u povijesnom mjestu Aston Clinton,
- Eythrope[42] – seosko imanje u župi Waddesdon,
- Halton House[43] – ladanjska kuća na brdima Chiltern iznad sela Halton,
- Mentmore Towers[44] – ladanjska vila u selu Mentmore,
- Waddesdon Manor[45] u selu Waddesdon koja je u vlasništvu National Trust-a, a njom upravlja Rothschild Foundation.

### 20. stoljeće
U 20. stoljeću sjever i jug grofovije doživjeli su urbanizaciju kao prirodni slijed događaja nakon industrijalizacije grofovije, a to je rezultiralo razvojem gradova kao što su Milton Keynes i Slough.
Oba grada su, zajedno s okolnim područjima, od 1997. postala unitarne uprave i administrativno se razlikuju od područja koje kontrolira Vijeće Buckinghamshira (Buckinghamshire Council). Milton Keynes je ostao u granicama ceremonijalne grofije Buckinghamshire, dok je Slough 1974. premješten u susjednu grofoviju Berkshire.
Danas Buckinghamshire mnogi smatraju idiličnim ruralnim krajolikom edvardijanske fantastike, a kolokvijalno je nazivanju Lisnati Bucks. Ovakvu točku gledišta zaslužuje veći dio područja koje je klasificirano kao Zeleni pojas, što je dovelo do toga da su mnogi dijelovi grofovije vrlo popularni među posjetiocima iz Londonu, što je zauzvrat dovelo do povećanja općih troškova života za lokalno stanovništvo.

## Istaknuti ljudi
Buckinghamshire je rodno mjesto i / ili posljednje počivalište nekoliko značajnih pojedinaca. Sveta Osgyth
 rođena je u Quarrendonu, a pokopana je u Aylesburyju 700. godine, dok je otprilike u isto vrijeme sv. Rumwold bio pokopan u Buckinghamu. U srednjovjekovnom razdoblju kroničar iz 13. stoljeća, Roger od Wendovera bio je, kao što i samo ime govori, iz Wendovera.
 
Tijekom Drugog svjetskog rata određeni broj europskih političara i državnika prognan je u Englesku. Mnogi od njih nastanili su se u Bucksu radi blizine Londona. Predsjednik Čehoslovačke Edvard Beneš koji je vodio čehoslovačku Vladu u egzilu, živio je u Aston Abbottsu s obitelji, dok su neki od njegovih dužnosnika bili smješteni u obližnjim selima Addingtonu i Wingraveu. U međuvremenu je vojskovođa Władysław Sikorski kao premijer Poljske Vlade u egzilu, živio u Iveru, a albanski kralj Ahmed I. Zogu u Friethu.
 Mnogo ranije, francuski kralj Luj XVIII. živio je u emigraciji u kući Hartwell od 1809. do 1814. godine.

## Galerija
- Službena rezidencija britanskih premijera u blizini mjesta Ellesborough od 1921.
- Waddesdon palača obitelji Rothschild u Aylesburyju.
- Old County Gaol u Buckinghamu, izgrađen 1748. Sada je Buckinghamski muzej Old Gaol.
- Boarstall tvrđava u Boarstallu, u dolini Aylesbury.
- Halton House, ladanjska palača obitelji Rothschild na brdima Chiltern iznad sela Halton.
- Mentmore Towers, ladanjska vila obitelji Rothschild u mjestu Mentmore.